# 제비울미술관
제비울미술관(-美術館)은 경기도 과천시 갈현동에 위치한 미술관이다.

## 같이 보기
- 대한민국의 박물관과 미술관 목록